# Верега
Верега (укр. Верега) — озеро на юго-западе Измаильского района (Одесская область). Тип общей минерализации — пресное. Происхождение — речное (пойменное). Группа гидрологического режима — сточное.

## География
Длина — 1,0 км. Ширина наибольшая — 0,3 км. Ближайший населённый пункт — село Матросская, расположенное севернее озера.
Верега расположено в бассейне реки Дунай. Озёрная котловина водоёма неправильной удлинённой формы, вытянутая с севера на юг. Берега пологие, с обильной прибрежно-водной растительностью (переходит в плавни урочище Верега). Водоём сильно зарастает растительностью. Верега соединено с озером Кугурлуй (на западе) и Дунаем посредством проток от рек Большая Рипида и Малая Рипида.